# Aegithalos iredalei
Aegithalos iredalei är en asiatisk tätting i familjen stjärtmesar som oftast behandlas som en del av rödhättad stjärtmes (Aegithalos concinnus)

## Utseende och läten
Denna stjärtmesart är en liten (10,5 cm) tätting med medellång stjärt. Likt närbesläktade rödhättad stjärtmes har den vit haka och halssida, svart strupe och svart "banditmask" kring ett vitt öga. Till skillnad från denna har iredalei dock genomgående blekt rostbeige undersida utan bröstband eller vit buk samt blekare grå ovansida. Vidare har den ett vitt streck ovan och bakom ögat. Östligare populationer (rubricapilla, se nedan) har mörkare hjässa och rygg. Bland lätena hörs korta drillar, torra "churr trrrt trrrt", vassa "chik" och visslande "skweet".

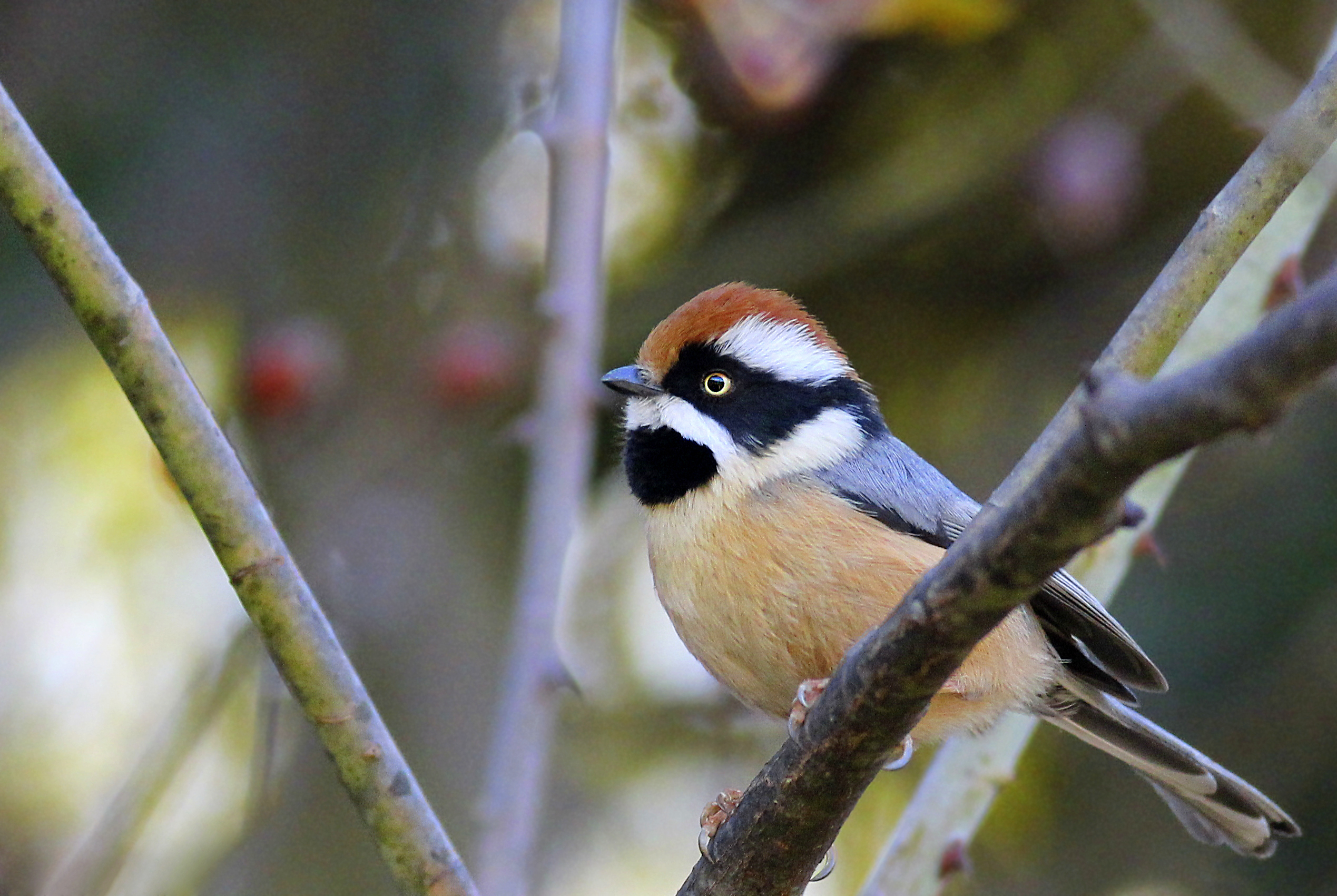

## Utbredning och systematik
Fågeln förekommer i Himalaya och delas in i två underarter med följande utbredning:
- Aegithalos iredalei iredalei – västra Himalaya från norra Pakistan och nordvästra Indien till Nepal
- Aegithalos iredalei rubricapillus – centrala och östra Himalaya från Nepal till nordöstra Indien (Mishmi Hills) och angränsande sydvästra Kina (södra Xizang vid Sun Kosi-dalen samt området Tsangpo Bend)

### Artstatus
Fågeln betraktas oftast som underart till rödhättad stjärtmes (Aegithalos concinnus), men urskiljs sedan 2016 som egen art av Birdlife International och IUCN på basis av avvikande utseende och läten.

## Levnadssätt
Denna art påträffas i skogsbryn, framför allt ekskog. Den födosöker mycket aktivt på låg och medelhög höjd på jakt efter insekter men även småfrön, frukt och bär, särskilt hallon. Fågeln häckar relativt tidigt på året, mellan mars och maj-juni. Kooperativ häckning förekommer där ytterligare individer annat än paret hjälper till. Arten är huvudsakligen stannfågel.

## Status och hot
Arten har ett stort utbredningsområde och en stor population med stabil utveckling och tros inte vara utsatt för något substantiellt hot. Utifrån dessa kriterier kategoriserar internationella naturvårdsunionen IUCN arten som livskraftig (LC).

## Namn
Fågelns vetenskapliga artnamn hedrar den engelske ornitologen Tom Iredale (1880-1972).